# Piacenzium
| ❮ | System      | Serie   | Stufe        | ≈ Alter (mya) |
| ❮ | später      | später  | später       | jünger        |
| - | ----------- | ------- | ------------ | ------------- |
| ❮ | N e o g e n | Pliozän | Piacenzium   | 2,588 ⬍ 3,6   |
| ❮ | N e o g e n | Pliozän | Zancleum     | 3,6 ⬍ 5,333   |
| ❮ | N e o g e n | Miozän  | Messinium    | 5,333 ⬍ 7,246 |
| ❮ | N e o g e n | Miozän  | Tortonium    | 7,246 ⬍ 11,62 |
| ❮ | N e o g e n | Miozän  | Serravallium | 11,62 ⬍ 13,82 |
| ❮ | N e o g e n | Miozän  | Langhium     | 13,82 ⬍ 15,97 |
| ❮ | N e o g e n | Miozän  | Burdigalium  | 15,97 ⬍ 20,44 |
| ❮ | N e o g e n | Miozän  | Aquitanium   | 20,44 ⬍ 23,03 |
| ❮ | früher      | früher  | früher       | älter         |

Das Piacenzium, auch Piacentien, Piacentium und Piacentin, ist in der Erdgeschichte die obere chronostratigraphische Stufe des Pliozäns (Neogen). Es wird daher auch mit dem Oberen Pliozän (oder Oberpliozän) gleichgesetzt. Es begann geochronologisch vor etwa 3,6 und endete vor etwa 2,588 Millionen Jahren und dauerte somit ca. 1 Million Jahre. Das Piacenzium wird vom Gelasium abgelöst; es folgt auf das Zancleum.

## Namensgebung und Geschichte
Die Stufe erhielt ihren Namen nach der Stadt Piacenza (Italien). Stufe und Name wurden von Karl Mayer-Eymar 1858 vorgeschlagen.

## Definition und GSSP
Die untere Grenze wurde mit der Basis der magnetischen Polaritäts-Chronozone C2An (Gauss-Chronozone) und dem Aussterben der planktonischen Foraminiferen-Arten Globorotalia margaritae und Pulleniatina primalis festgelegt. Die obere Grenze ist durch die Isotopen-Stufe 103 bestimmt, die Basis der magnetischen Polaritäts-Chronozone C2r (Matuyama-Chronozone). Darüber liegen die Aussterbehorizonte der kalkigen Nannoplankton-Arten Discoaster pentaradiatus und Discoaster surculus. Ein „Global Stratotype Section and Point“ (GSSP; entspricht etwa einem Typprofil) liegt bei Punta Piccola (Sizilien, Italien).